# Іоанніс Макріянніс
Іоанніс Макріянніс (грец. Ιωάννης Μακρυγιάννης), також Янніс Макріянніс (грец. Γιάννης Μακρυγιάννης), 1797, Аворіті — 1864, Афіни) — грецький комерсант, герой національно-визвольної війни Греції 1821—1829 років, генерал, політик і письменник.

## Біографія

### Ранні роки
Іоанніс Макріянніс, справжнє ім'я Іоанніс Тріантафіллу, народився 1797 року в селі Аворіті, Центральна Греція, в бідній родині. Прізвисько Макріянніс (буквально перекладається як довгий Янніс) витіснила його справжнє прізвище і закріпилася за ним. Його батько Дімітріс Тріантафіллу загинув у бою з силами Алі-паші Тепеленского. Сім'я була змушена переселитися в Лівадію, де Макріянніс провів свої дитячі роки і жив до 1811 року. У віці семи років його віддали прийомним сином багатому жителю Левадії, але став насправді слугою і піддавався побоям.
1811 року він покинув Лівадію і вирушив до міста Арта, де був прийнятий на службу до Афанасіоса Лідорікіса, який був секретарем в Алі-паші. З 1817 року і будучи ще юнаком Макріянніс почав займатись торгівлею і став заможною людиною. Його статки становили 40 000 піастрів.
1820 року став членом таємного товариства «Філікі Етерія». Придбавши на свої кошти зброю і боєприпаси, Макріянніс і його соратник комерсант Г. Коракіс перетворили свої будинки в склади зброї і порохові погреби. Однак до кінця 1820 року Арту, як і весь Епір, захопили османські війська, після того, як султан почав військові дії проти Алі-паші.
У березні 1821 року він поїхав у Патри, Пелопоннес, у комерційних справах, але в дійсності погоджував свої дії з Пелопоннеськими етерістами. Майже одразу по його прибутті в місті вибухнуло повстання, в якому Макріянніс взяв участь на чолі маленького загону в 10 чоловік. Після зустрічі з Одіссеасом Андруцосом він переправився в місто Месолонгіон, де придбав товари і повернувся в Арту.

### Грецька революція
З початком військових дій навколо Арти Макріянніс був ще маловідомим воєначальником і очолював загін в 30 повстанців, перебуваючи під командуванням воєначальника Йоргоса Баколаса. Баколас — досить спірна фігура у новогрецькій історіографії, більшість істориків схильна вважати, що він співпрацював і з турками, але Макріянніс у своїх мемуарах відгукується позитивно про нього.
Макріянніс брав участь в облозі Арти, битві при Ставросі і битві при Петі, де отримав легке поранення в ногу. 1 січня 1823 року, через 5 місяців після того, як в червні 1822 року османи здали Афінський акрополь грецьким повстанцям, Макріяннісу доручили стежити за громадським порядком у місті. Перебуваючи на цій посаді, Макріянніс припинив грабежі та утиски населення з боку повстанців. Влітку 1823 року Макріянніс воював на сході Середній Греції під командуванням Нікоса Стамателопулоса, відомішого як Нікітарас.
У жовтні 1823 він очолив загін румеліотів, беручи участь на стороні урядових військ у громадянській війні на Пелопоннесі. За цей участь уряд Георгіоса Кунтуріотіса присвоїло йому звання тисячника, а до кінця 1824 — звання генерала. Після вторгнення єгипетських сил Ібрагіма-паші на Пелопоннес в березні 1825 року його направили в місто Кіпаріссія.
Макріянніс брав участь в обороні фортець Палеокастро і Неокастра. У червні 1825 року Макріянніс очолив героїчну оборону 300 грецьких повстанців проти 6 тисяч турко-єгиптян біля млинів міста Аргоса. Цей епізод війни відомий як Лернейська битва, де сам Макріянніс був поранений. Після цієї битви Макріянніс одружився з дочкою знатного афінянина і пов'язав своє життя з цим містом до кінця життя.
Після того як Ібрагім-паша захопив Афіни в червні 1826 року, Макріянніс брав участь в обороні Афінського акрополя і став тимчасовим командиром обложених, після смерті командира Янніса Гураса. 7 жовтня Макріянніс відбив атаку проти Одеона Ірода Аттичного, де рятуючи сапера Костаса Хормовітіса, впродовж дня отримав 3 важких поранення в голову і шию. Хормовітіс зі своїм контр-підкопом став порятунком для обложених і врятував сам Афінський акрополь від повного знищення.
Ці рани турбували його все життя, але рани не послужили приводом для відмови від участі на останніх етапах війни. У січні 1827 року Макріянніс під командуванням англійського філелліна полковника Гордона взяв участь у висадці в місті Пірей і в подальшій героїчній обороні півострова Кастелла. Навесні 1827 року він взяв участь в боях міста Пірей і в битві при Аналатосі.

### Правління Каподистрії
Після того як Іоанніс Каподістрія прийняв правління Грецією, він призначив Макріянніса 1828 року керівником Виконавчої влади Пелопоннесу з центром у місті Аргос. Тут 26 лютого 1829 року Макріянніс почав писати свої мемуари. Після реорганізації армії в 1830 році Макріяннісу присвоєно звання бригадира. Однак поступово Макріянніс перейшов до опозиції Каподістрії і до його авторитарного стилю правління. Під впливом політика Іоанніса Коллетіса і використовуючи сили під своїм командуванням, він навіть намагався змусити Каподистрію до конституційної форми правління, але без успіху.
У серпні 1831 року уряд змусив цивільних чиновників і офіцерський склад підписати присягу, що вони не є членами секретних організацій і що вони лояльні до уряду. Макріянніс порахував це принизливим і запропонував свою версію присяги. Однак уряд не прийняв пропозицію і, як наслідок, Макріянніса зняли із займаної ним посади.
Його опозиція режиму не припинилася навіть із вбивством Каподистрії 9 жовтня 1831 року. Він став на бік конституціоналістів і продовжив боротьбу проти Августиноса Каподистрії, брата і спадкоємця Іоанніса. Однак саме вбивство Каподистрії Макріянніс категорично засудив.

### Королівство Греція
Оттон, баварський принц, був обраний королем Греції 1832 року. Його прибуття в Нафпліон, тодішню столицю Греції, Макріянніс вітав з великим ентузіазмом. Однак надії на новий режим швидко розвіялися. Король Оттон був неповнолітнім, баварські регенти правили від його імені в перші місяці монархії.
За регентства Макріянніс вступив у конфлікт з військовим міністром баварцем Гейдеком через принизливе ставлення баварця до ветеранів Грецької визвольної війни. У новій регулярній грецькій армії не було місця воєначальникам іррегулярних клефтів, які були хребтом грецьких сил в роки Визвольної війни. Макріянніс вважав їх виключення з армії ознакою неповаги. Більше того, більшість з ветеранів після звільнення з армії залишилися без засобів до існування. Макріянніс також вважав що прем'єр-міністр Йозеф Людвиг фон Армансперг ніс відповідальність за серйозні проблеми, які виникли в новій державі. У результаті цього Макріянніс самоусунувся від активного політичного життя.
Після муніципальних виборів, вперше проведених згідно з королівським декретом від 27 грудня 1833 року, Макріянніса обрали консулом в муніципалітет Афін, які 1834 року стали новою столицею Греції. Перебуваючи на цій посаді, він різко критикував політику королівської адміністрації та двору. Незалежно від того, що королівська адміністрація спочатку поставилася до нього позитивно і присвоїла йому звання полковника, Макріянніс вимагав конституційного правління.
За відсутності короля, через весілля з Амалією Ольденбурзькою (кінець 1836 — початок 1837 року), його публічна конфронтація з Арманспергом досягла піку. Макріянніс з позиції голови міського муніципалітету Афін запропонував у січні 1837 року, після повернення короля, вручити йому петицію з вимогою надання Конституції. Незадовго до повернення короля, на бенкеті в присутності ветеранів Визвольної війни, таких як Теодорос Колокотроніс, Макріянніс запропонував тост за здоров'я королівського подружжя і додав:
| Нехай Бог просвітить їх правити за конституційними законами і у злагоді з жертвами Вітчизни. |
Фон Армансперг негайно розпустив муніципальну раду і взяв Макріянніса під домашній арешт. Проте вимоги про надання конституційних свобод отримали широке поширення. Революція 3 вересня 1843 року призвела до надання Першої Конституції 1844 року.
Макріянніс був одним з трьох лідерів повстання.
Після надання Конституції Макріянніс брав активну участь у формуванні нового Кабінету міністрів. Його обрали представником Афін до Національної Асамблеї, і він очолив групу 63 представників, своїх прихильників. Особисто вніс кілька пропозицій в ході обговорення тексту Конституції, проте незабаром після завершення роботи Національної Асамблеї, Макріянніс пішов з політики.

### Останні роки
Макріянніс закінчив свої «Мемуари» 1850 року та інформація про останні роки його життя, включаючи суд над ним, виходить з інших джерел.
Він завжди відкрито висловлював свої погляди, в результаті чого часто мав негативну реакцію своїх опонентів. Він опирався тривалому, як він вважав, приниження ветеранів Грецької визвольної війни і неодноразово підозрювався у змові проти короля Оттона І. Також король не пробачив Макріяннісу його участь у Повстанні 3 вересня.
Коли його викликали у палац із вимогою зректися від змови 1843 року, Макріянніс відмовився зі словами «Я не раб!».
1852 року Макріянніса звинуватили в плані повалення монархії і вбивства короля. 13 квітня 1852 року його взяли під домашній арешт. 16 березня 1853 року — засудили до смертної кари на суді, де, як свідчить П'єр Відаль-Наке, звинувачення представило фальшиві свідчення. Більше того, головою суду був Кіцос Тзавелас, особистий ворог Макріянніса. 5 з 6 суддів проголосували за смертний вирок, але просили короля про помилування.
Король замінив вирок на довічне ув'язнення, але у в'язниці Макріянніс провів 18 місяців. Король Оттон зменшив йому термін, спочатку до 20 років, а потім до 10. Нарешті він був прощений і звільнений 2 вересня 1854 року, значною мірою завдяки Кримській війні. Блокада Пірея французьким і британським флотом, щоб уникнути грецького союзу з Росією, призвела Каллергіса на пост військового міністра, незважаючи на його попередні спроби повалити короля. Каллергіс використав своє нове становище і вплив для звільнення Макріянніса.
Після свого звільнення Макріянніс почав страждати галюцинаціями. Його стан погіршився, коли один з його синів помер при епідемії холери.
10 жовтня 1862 року вибухнуло повстання, в результаті якого король Оттон був вигнаний з Греції.
Макріяннісу повернули його звання, він навіть був переобраний представником Афін в новій Національній Асамблеї 1864 року. 20 квітня 1864 Макріянніс був підвищений у званні, ставши генералом, і помер через тиждень, 27 квітня, в місті Афіни.

## Літературна спадщина
Іоанніс Макріянніс залишив по собі дві літературні праці, що являють цінний лінгвістичний та кільтуний матеріал:
- Απομνημονεύματα (Мемуари) перше видання — Афіни: 1907.
- Οράματα και Θάματα (Бачення і дива) перше видання — Афіни: 1983.

### «Мемуари»
Іоанніс Макріянніс завершив свої «Мемуари» за кілька років до свого ув'язнення. Останні записи зроблені з вересня в жовтні 1850 року, вони засвідчують події того періоду.
У тексті «Мемуарів» можна побачити не тільки особисті пригоди і розчарування його тривалої кар'єри, але й, що значніше, його погляди на людей, обставини та події, вони відображені відверто і часто з пафосом. «Мемуари» видані вперше 1907 року Яннісос Влахояннісом, хоча деякі уривки були опубліковані в газеті «Акрополіс» 1904 року.
Костіс Паламас, один з найзначніших новогрецьких поетів 20-го століття, 1911 року охарактеризував роботу Макріянніса як «незрівнянний у своєму роді, шедевр його неписьменної, але сильної і незалежної думки».
Слід зазначити, що Макріянніс отримав тільки початкову і уривчасту освіту. Згідно з його власними свідченнями, він навчився писати незадовго до того, як почав писати свої «Мемуари» в Аргосі.
Макріянніс, забутий історією і ледь згадуваний літописами Визвольної війни, освіжив інтерес до революції, запропонувавши значне особисте свідчення для історичних досліджень. Попри це, після початкового інтересу після видання «Мемуарів», вони були забуті майже 40 років. При чому самого Макріянніса забули не тільки як воїна, але і як автора, який писав повсякденною дімотикою. Його текст не тільки відтворював героїчну атмосферу Грецької визвольної війни, але й був скарбом для лінгвістичного дослідження розмовної мови тієї епохи.
Слава Макріянніса відродилася під час потрійної, германо-італо-болгарської, окупації Греції в роки Греція в Другої світової війни. 1941 року Георгіос Теотокас опублікував роботу, присвячену Макріяннісу, назвавши його мемуари «монументом сучасної грецької літератури», оскільки вони написані чистою дімотикою.
Двома роками пізніше, 1943 року, майбутній нобелівський лауреат Йоргос Сеферіс в лекції про нього сказав: «У наші часи,… коли люди шукають в інших людях щось чисте, постійне і співчуття, слід говорити про таких людей, як Макріянніс».
З тих пір написані сотні робіт на тему «Мемуарів» Макріянніса і, ймовірно, літописець Макріянніс затьмарив бійця Макріянніса.
Однак об'єктивність генерала Макріянніса стоїть під питанням. Влахоянніс у своєму пролозі до мемуарів відзначає його чесність, але протиставляє їй відсутність об'єктивності та неупередженості. Будучи завжди прямолінійним, Макріянніс явно упереджений проти тих діячів, з якими вступив у конфлікт, з якої-небудь причини. Він часто принижує таких героїв сучасної доби, як Теодорос Колокотроніс, але мовчить про осіб більш сумнівної репутації, із якими перебував у добрих стосунках. Історик Сфіроерас вважає, що це відбувається не через його егоїзм, але через суворість до тих, хто дискредитував справу Греції.

### «Бачення і дива»
Через кілька місяців після завершення «Мемуарів», напередодні Нового 1851 року, Макріянніс почав писати іншу «історію», як він називав її, яку обірвав в березні 1852 року, коли опинився під домашнім арештом. Цей текст придбав Влахоянніс 1936 року. Видав його 1983 року Ангеласом Папакостасом під заголовком «Бачення і дива». Згідно з Папакостасом, «Бачення» мали менше історичне значення, ніж «Мемуари». Самі події подані коротко і є лише приводом для тлумачення «видінь» Макріянніса. Влахоянніс не став видавати цю роботу, оскільки порахував що це релігійна праця, створена Макріяннісом в період хвороби, що це робота фізично і духовно замученої душі, яка будучи ізольованою у віці 54 років, вела розмови із Богом, Богородицею і святими. Вона говорить про глибокі релігійні почуття Макріянніса. Він назавжди залишає зброю і шукає порятунку для нації в Божественному втручанні. Також Сфіроерас підкреслює, що ця робота унікальна в сучасній грецькій літературі, як і «Мемуари», являє собою важливе джерело лінгвістічної і культурної інформації про сучасну Макріяннісу добу.

### Список філеллінів
Хоча сам Макріянніс особисто, в роки Грецької визвольної війни, не часто стикався з іноземними добровольцями, він вважав своїм обов'язком зберегти їх імена. Саме завдяки йому до нас дійшов повний список загиблих і тих, хто вижив у війні, філеллінів. Цей перелік по свіжій пам'яті, був «задуманий, продиктований і виданий, на свої гроші, полковником Макріяннісом».

### Ілюстрації Зографоса
Ще не закінчивши свої мемуари, Макріянніс вирішив що вони повинні супроводжуватися ілюстраціями. Він звернувся до кількох маловідомих європейських художників, хто перебував у ті роки на території Грецького королівства. Макріянніс оплатив їхню роботу, але не був задоволений результатом.
1836 року він звернувся до Панайотіса Зографоса, сільського іконописця-самоука з Лаконії, учасника Визвольної війни. Той разом з двома синами написав для «Мемуарів», під керівництвом Макріянніса, 25 картин, у стилі примітивізму, підписаних наступним чином: «Задум Макріянніса — рука Панайотіса Зографоса».
Ці картини займають особливе місце в грецькому мистецтві та історії.

## Вшанування пам'яті
Як визнання його ролі у створенні Першої грецької Конституції, Макріянніс зображений на зворотній стороні монети номіналом в 50 грецьких драхм, викарбуваній 1994 року на честь 150-річчя видання цього історичного документа.. Ця монета мала три варіанти, кожна зображувала одного з трьох керівників Повстання 3 вересня: на одній був зображений Макріянніс, на другій — полковник Дімітріс Каллергіс, на третій — міністр, пізніше прем'єр-міністр Греції, Андреас Метаксас.